# Фельдгаузен, Александр Фёдорович
Алекса́ндр Фёдорович Фельдга́узен (5 октября (17 октября) 1832, Саратовская губерния — 2 (15) июля 1907, Санкт-Петербург) — первый военный губернатор Владивостока и главный командир портов Восточного океана (1880—1886), вице-адмирал (1887).

## Биография
Родился 5 октября (17 октября) 1832 года в семье саратовских дворян.
Военную карьеру начал на Чёрном море. В Крымскую войну служил под непосредственным началом адмирала Нахимова. Герой Синопского сражения и обороны Севастополя. Командовал яхтой «Орианда» в составе Российского императорского флота в 1856.
С 1877 года служил во Владивостоке. В 1880 году Владивосток стал городом, образовано Владивостокское военное губернаторство, Фельдгаузен произведён в контр-адмиралы и назначен военным губернатором Владивостока. Становление и развитие города и военного порта шло при деятельном участии Фельдгаузена.
С 1880 года Отдельная съёмка Восточного океана начала исследования залива Петра Великого. Создавалась и усиливалась береговая оборона военного порта, его минная защита, строилась его ремонтная база.
По инициативе Фельдгаузена в марте 1883 года во Владивостоке проведена первая «всенародная» перепись населения. Насчитали 9167 человек.
17 (29) апреля 1883 года вышел первый номер первой городской газеты «Владивосток». Фельдгаузен назначил редактора на должность в порту, дал редакции помещение, типографию морского штаба, добился ежегодной субсидии от Морского министерства. До 1899 года газета не была подцензурна гражданским властям, так как была «морской», то есть контролировалась морским ведомством.
18 (30) апреля 1884 года — утвердил устав «Общества изучения Амурского края» (ОИАК), предложенный 45 учредителями-владивостокцами, после чего и сам стал его действительным членом, а 2 (14) сентября 1887 избран почётным членом ОИАК.
Жена, Александра Александровна Фельдгаузен, возглавляла Владивостокское благотворительное общество и местное отделение общества Красного Креста. Оказывая помощь больным, она заразилась тифом и умерла 22 июля (3 августа) 1886 года в возрасте 28 лет. Похоронена на Покровском кладбище Владивостока.
В связи со смертью жены, Фельдгаузен обратился к бывшему в эти дни во Владивостоке вице-адмиралу И. А. Шестакову, управляющему Морским министерством, и получил разрешение перевестись на Балтику.
12 (24) августа 1886 единогласным решением Владивостокской городской думы избран почётным гражданином Владивостока.
Последние годы жизни проживал в Санкт-Петербурге, в доме 40 на Знаменской улице (ныне улица Восстания).
Александр Фельдгаузен умер 2 (15) июля 1907 года в Санкт-Петербурге. Похоронен на Никольском кладбище Александро-Невской лавры.
Имя Фельдгаузена в конце 1880-х годов получила бухта в Уссурийском заливе, позднее более известная как бухта Шамора (с 1973 года официальное название бухты — Лазурная).

## Послужной список
- В службе с 15 (27) апреля 1848 года — гардемарин Черноморского флота. В 1850 году произведён в мичманы.
- 1853 год — на линейном корабле 
«Императрица Мария», в качестве флаг-офицера при вице-адмирале П. С. Нахимове, участвовал в Синопском сражении. За отличие произведён в лейтенанты.
- С 13 (25) сентября 1854 года по 27 августа (8 сентября) 1855 года лейтенант Фельдгаузен находился в гарнизоне и участвовал в обороне Севастополя. В 1855 году был адъютантом адмирала П. С. Нахимова.
- С 1856 года командовал на Чёрном море яхтой «Орианда», тендером «Скорый», в 1859 году — на Балтике, командовал канонерской лодкой «Комар»[13].
- 23 февраля (6 марта) 1860 года уволен для службы на коммерческих судах. В январе 1863 года произведён в капитан-лейтенанты, в январе 1871 года — в капитаны 2 ранга.
- 13 (25) июля 1873 года зачислен на действительную службу. В 1875 году произведён в капитаны 1 ранга.
- 2 (14) августа 1876 года — назначен командиром Сибирского флотского экипажа[10]. Прибыл во Владивосток и вступил в должность в 1 (13) февраля 1877 года[3]. 23 марта (4 апреля) 1877 года принял в подчинение Владивостокский гарнизон.
- 9 (21) июня 1880 года — Фельдгаузен произведён в контр-адмиралы и назначен на должность Главного командира портов Восточного океана и Военного губернатора Владивостока[10].
- 15 (27) октября 1886 года — оставил должности командира портов и губернатора[10]. Переведён на Балтийский флот, назначен в распоряжение управляющего Морским министерством.
- 20 июля (8 августа) 1887 года — уволен от службы с производством в вице-адмиралы.

## Награды
За Синопское сражение:
- Орден Святой Анны III степени с бантом (1853)

За оборону Севастополя:
- Орден Святого Владимира IV степени с бантом (1855)
- Орден Святой Анны II степени с мечами (1855)
- Золотая сабля с надписью «За храбрость» (1855)

- Орден Святого Станислава II степени с императорской короной (1870)
- Орден Святого Владимира III степени (1878)[15]
- Орден Святой Анны I степени (1878)
- Орден Святого Станислава I степени (1882)
- Орден Восходящего Солнца II (I?) степени (1884, Япония)